# ناحیه گوادر
ناحیه گوادر (به انگلیسی: Gwadar District) یکی از ناحیه‌های پاکستان در پاکستان است که در ایالت بلوچستان واقع شده‌است. ناحیه گوادر ۱۲٬۶۳۷ کیلومتر مربع مساحت و ۲۶۳٬۵۱۴ نفر جمعیت دارد.